# Miloslav Baláš
Miloslav Baláš (22. října 1907 Křivé – 31. října 1983 Nový Jičín) byl moravský spisovatel, historik a překladatel z arabštiny a francouzštiny. Miloslav Baláš byl rovněž vlastivědný pracovník zaměřený na region Valašska a Novojičínska. Spolupracoval s krajovými muzei a přispíval do regionálních časopisů a novin.

## Život
Narodil se jako třetí ze šesti sourozenců Emanuelu Balašovi (1880–1965) a Amálii roz. Svákové (1874–1948). Navštěvoval obecnou školu ve svém rodišti. Poté vystudoval gymnázium ve Valašském Meziříčí a později gymnázium v Holešově, kde maturoval (1930). Studoval orientalistiku (1930–1934) u profesora Jana Rypky (1886–1968) na Filozofické fakultě Univerzitě Karlově v Praze, studoval současně na Právnické fakultě, kde získal doktorát v roce 1946.
Ve třicátých letech 20. století opakovaně navštívil Balkán a Turecko, od padesátých let cestoval po různých evropských zemích a po Egyptě. Po základní vojenské službě (1936–1938) pracoval jako úředník okresního úřadu, potom jako archivář a muzejní pracovník (1942–1945) ve Valašském Meziříčí, kde byl rovněž činný v bibliofilském Kroužku knihomilů. Oženil se (1943) s Hedvikou Juškovou (1908–1991), se kterou měl dvě děti: Vladimíra (1945–1967) a Miladu Pometlovou (1947). Z existenčních důvodů se stal právníkem v Novém Jičíně, kde až do odchodu do důchodu působil na okresním národním výboru (1946–1968).

### Literární a překladatelská činnost
Začal publikovat časopisecky v polovině dvacátých let. Jeho prvotina, tradiční román z Valašska Mezi sousedy (1927), vycházela na pokračování v Ostravském deníku. Je znám především díky valašským vyprávěnkám Kouzelný kvítek (1979) a Čarovné housle (vydané posmrtně 1987), které ilustroval Václav Houf (1949).
Od počátku je pro Balášovu tvorbu charakteristické tíhnutí k básnicky organizovanému textu. O sevřený a stylisticky vytříbený výraz usiloval už v experimentálním cyklu básnických próz Stínohry ze tmy (1936). Historické povídky o lásce a zradě Hlas a mlčení (1944) začínají milostnou idylou tovaryše zlatnického cechu, pokračují črtou z rudolfínské doby a končí povídkou z klášterního a vojenského života ve Valdštejnově době. Znalost orientálního písemnictví se odrazila v romanetu Vějíř nocí (1946), v němž sedmnáct nocí vypravuje o krutosti, vášni a zoufalství královny Bíbí Džán Begüm.
Zlatý věk (1969) je úsměvně filozofující antický příběh. Námětem novely Osamělý vůz na východní trase (vydané posmrtně 1984) je skutečná příhoda o záchraně židovského lékaře, kterého vysoký důstojník SS převážel Pobeskydím z koncentračního tábora do Prahy.
Baláš zaznamenal na sto protektorátních anekdot Válečná ironie Čechů (1945). Jeho cesty mu poskytly inspiraci ke knihám Turecko včera a dnes (1940) a Cestovní knížka (1960). Vlastivědné práce připomeňme knihami Topografie Nového Jičína v 16. a 17. století (1959), Od Beskyd do Poodří (1965–1966), Kulturní místopis Novojičínska (1967) a Z minulosti tiskařské výroby ve Valašském Meziříčí (1972). Jako soukromý tisk Baláš vydal folkloristický záznam Vánoční pastýřská hra z Křivého u Valašského Meziříčí (1944). Knihu vyzdobil a graficky upravil architekt Alois Balán (1891–1960). Regionální zaměření má také část Balášových beletristických prací, například reportáže z Novojičínska Vodě neunikneš (1967). Zaujetí pro básnický výraz rozhodovalo i o výběru jeho překladů, z nichž kromě časopiseckých vyšla knižně (1943) makáma (arabská rýmovaná próza) Beseda mosúlská, kterou napsal Badí' al-Zamán al-Hamadhání (969–1007). Na překladu (1948) vizuálních básní Kaligramy (Calligrammes, 1918), jejichž autorem je Guillaume Apollinaire, se podílel i Balášův bratr Karel (1911–2003).
V Balášově pozůstalosti je ještě celá řada prozaických rukopisů, které tento skromný a dlouhou dobu přehlížený spisovatel, vytvořil.

## Dílo

### Beletrie
- Mezi sousedy: úsměvná próza, Ostrava 1927
- Stínohry ze tmy: povídky, Praha 1936
- Hlas a mlčení: prózy, Valašské Meziříčí 1944
- Vánoční pastýřská hra: valašská lidová hra, Moravská Ostrava 1944
- Válečná ironie Čechů: lidová satira, Valašské Meziříčí, 1. vydání 1945, 2. vydání 1946
- Vějíř noci: próza, Valašské Meziříčí 1946
- Vodě neunikneš: reportáž, Nový Jičín 1967
- Město na křižovatce: eseje, Nový Jičín 1968
- Zlatý věk, próza: Nový Jičín 1969
- Kouzelný kvítek: pohádky, Brno 1979
- Osamělý vůz na východní trase: novela, Praha 1984
- Čarovné housle, pohádky: Brno 1987

### Odborné studie
- Turecko včera a dnes: kulturně historická studie, Praha 1940
- Topografie Nového Jičína v 16. a 17. stol.: historický místopis, Nový Jičín 1959–1961
- Cestovní knížka: turistický průvodce, Nový Jičín 1960
- Turistická mapa okresu Nový Jičín: Nový Jičín 1965
- Od Beskyd do Poodří: vlastivědný průvodce, I. díl – III. díl, Nový Jičín 1965–1966
- Kulturní místopis Novojičínska: Nový Jičín 1967
- Z minulosti tiskařské výroby ve Valašském Meziříčí: Valašské Meziříčí, 1972
- Dějiny JZD Bartošovice: Bartošovice 1973
- Beskydy, turistický průvodce ČSSR: všeobecná část a uměleckohistorické památky, Praha 1982

### Překlady
- Bedí az Zamán: Beseda mosúlská, překlad z arabštiny, Valašské Meziříčí 1943
- Guillaume Apollinaire: Kaligramy, překlad společně s bratrem Karlem Balášem, Valašské Meziříčí 1948